# Rolf Jörres

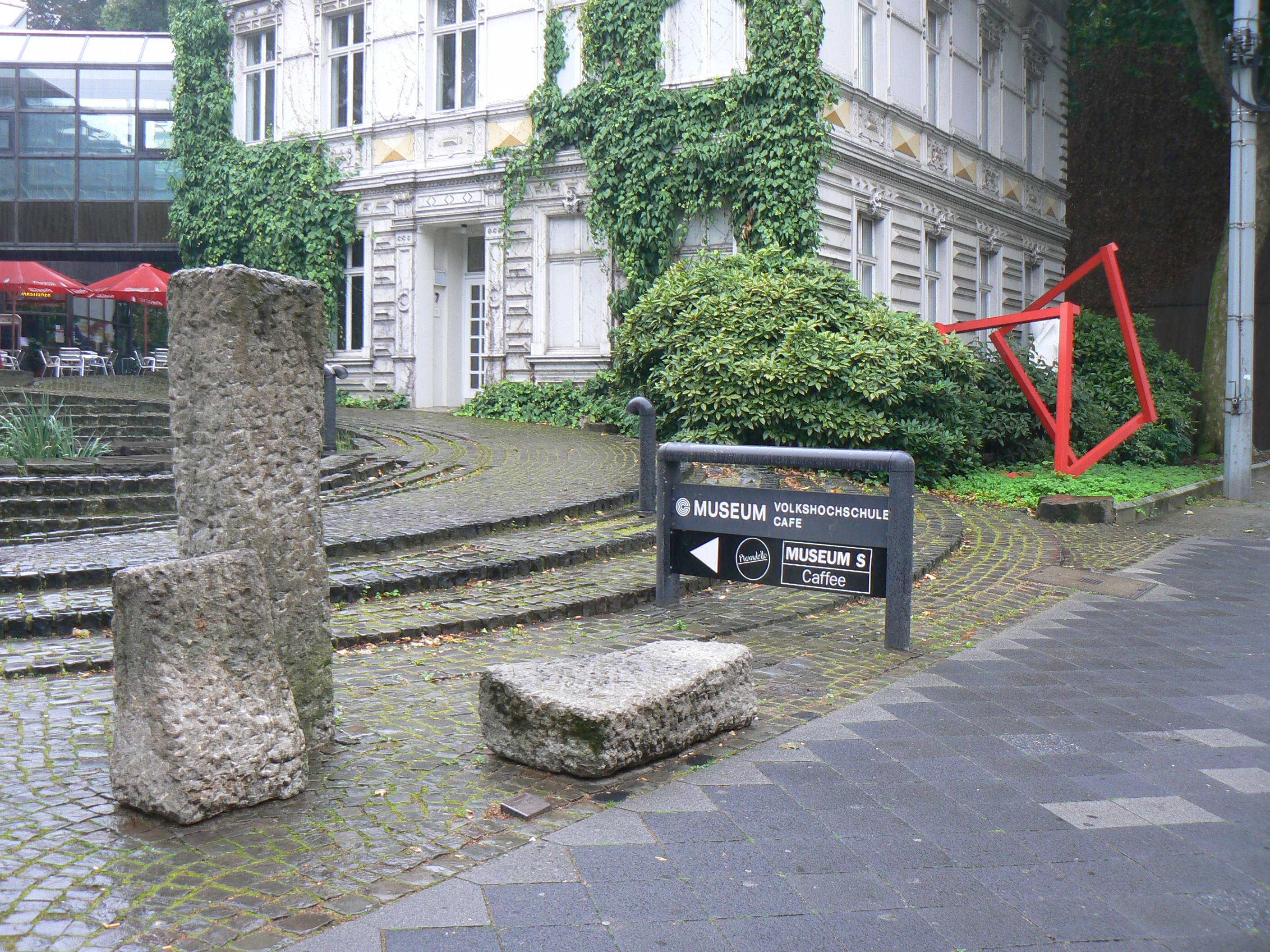
„Ohne Titel“ in Gelsenkirchen-Buer

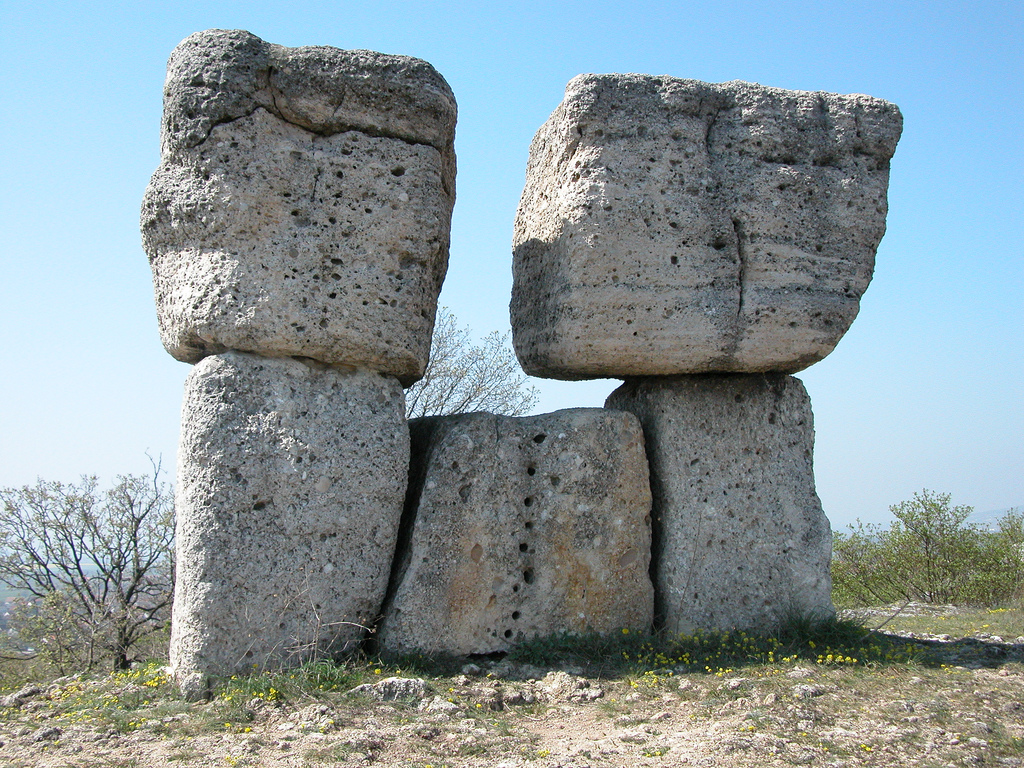
„Ohne Titel“ (1964) in Sankt Margarethen im Burgenland, umgesetzt nach Pöttsching

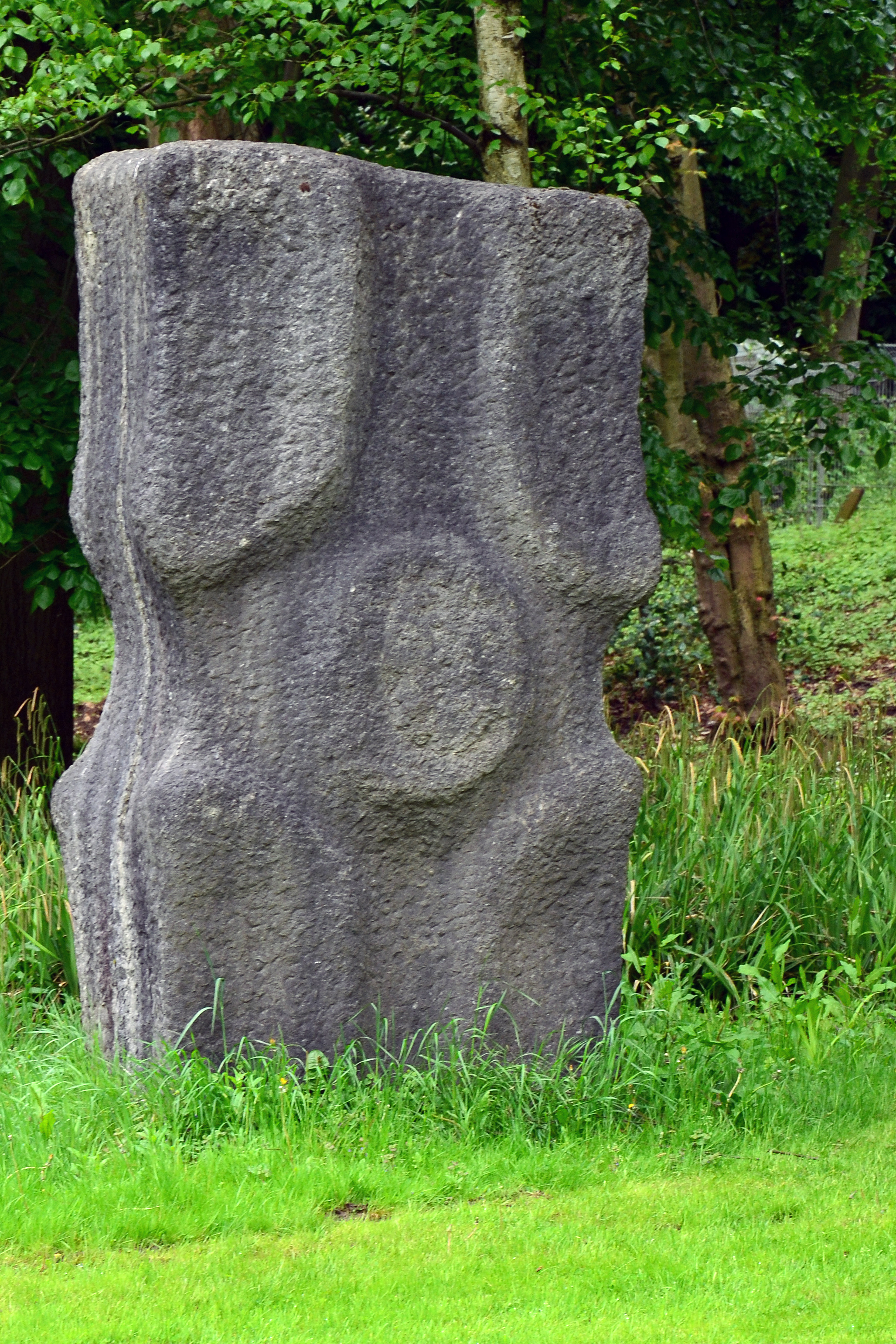
Steinzeichen (1963) im Grugapark in Essen

Rolf Jörres (* 1933 in Essen) ist ein deutscher Bildhauer. Er lebt und arbeitet in Mannebach (Eifel).

## Leben und Werk
Rolf Jörres studierte ab 1954 Architektur in Graz und Wien, entschloss sich jedoch Bildhauer zu werden und arbeitete ab 1961 als Steinbildhauer. In den 1960er Jahren nahm er an verschiedenen Bildhauersymposien teil, etwa dem Symposion europäischer Bildhauer 1961–1963 in Berlin und am Symposion Europäischer Bildhauer in Sankt Margarethen im Burgenland im Jahr 1964. Des Weiteren war er an dem Bildhauersymposion Vyšné Ružbachy im Okres Stará Ľubovňa in der Slowakei, an dem Internationalen Bildhauersymposion Springhornhof in Neuenkirchen in der Lüneburger Heide, an einem Symposion 1967 in Soest und an einem Internationalen Arbeitssymposion für Steinbildhauerei im Jahre 1969 beteiligt. Ab 1977 wurde Jörres Dozent für Bildhauerei an der Kunstakademie Düsseldorf.
Bei Jörres werden Steinblöcke geordnet und das Material und seine Bearbeitung geben seinen Skulpturen eine natürliche, ursprüngliche Wirkung, da Jörres seinen künstlerischen Eingriff auf das Minimum reduziert. Die Steine sind behauen, manchmal auch angebohrt und die Arbeitsvorgänge bleiben sichtbar. Die relativ roh belassenen Steinblöcke zeigen keine Funktion und befinden sich häufig an Straßen und auf urbanen Flächen.

## Werke (Auswahl)
- 1961: Ohne Titel, Berlin
- 1963: Steinzeichen, Grugapark in Essen
- 1964: Ohne Titel, Sankt Margarethen im Burgenland
- 1967: Ohne Titel, Vyšné Ružbachy
- 1969: Türme von Soest, vor der Nikolaikapelle in Soest
- 1970: Essen, Karstadt Hauptverwaltung
- 1970: 3 Blöcke Muschelkalk vor dem Stadtbad Werden
- 1976: Essen, Schulzentrum an der Wolfskuhle
- 1979: Steinfelder, Springhornhof/Neuenkirchen
- 1981: Hamburg, Biologische Anstalt Helgoland
- 1982: Essen-Borbeck, Brunnen am Germaniaplatz
- 1984: Ohne Titel, Kunstmuseum Gelsenkirchen
- 1985/87: Land Art, Kunstpfad Universität Ulm in Ulm